# Імператорська корона
Імператорська корона — імператорський головний убір. У європейській культурі це володарська корона, яку носили або носили імператори та символізує імператорську владу в геральдичних зображеннях. Ручне виготовлення відповідало царській короні, на каркас якої з дорогоцінних металів для прикраси кріпилися дорогоцінні камені та перли. Їх зовнішня форма відрізняється від корон того ж часу і панування. Причиною варіацій є адаптація християнських символів для прояснення божественного правління імператора.

## Типологія

### Римські імператорські корони

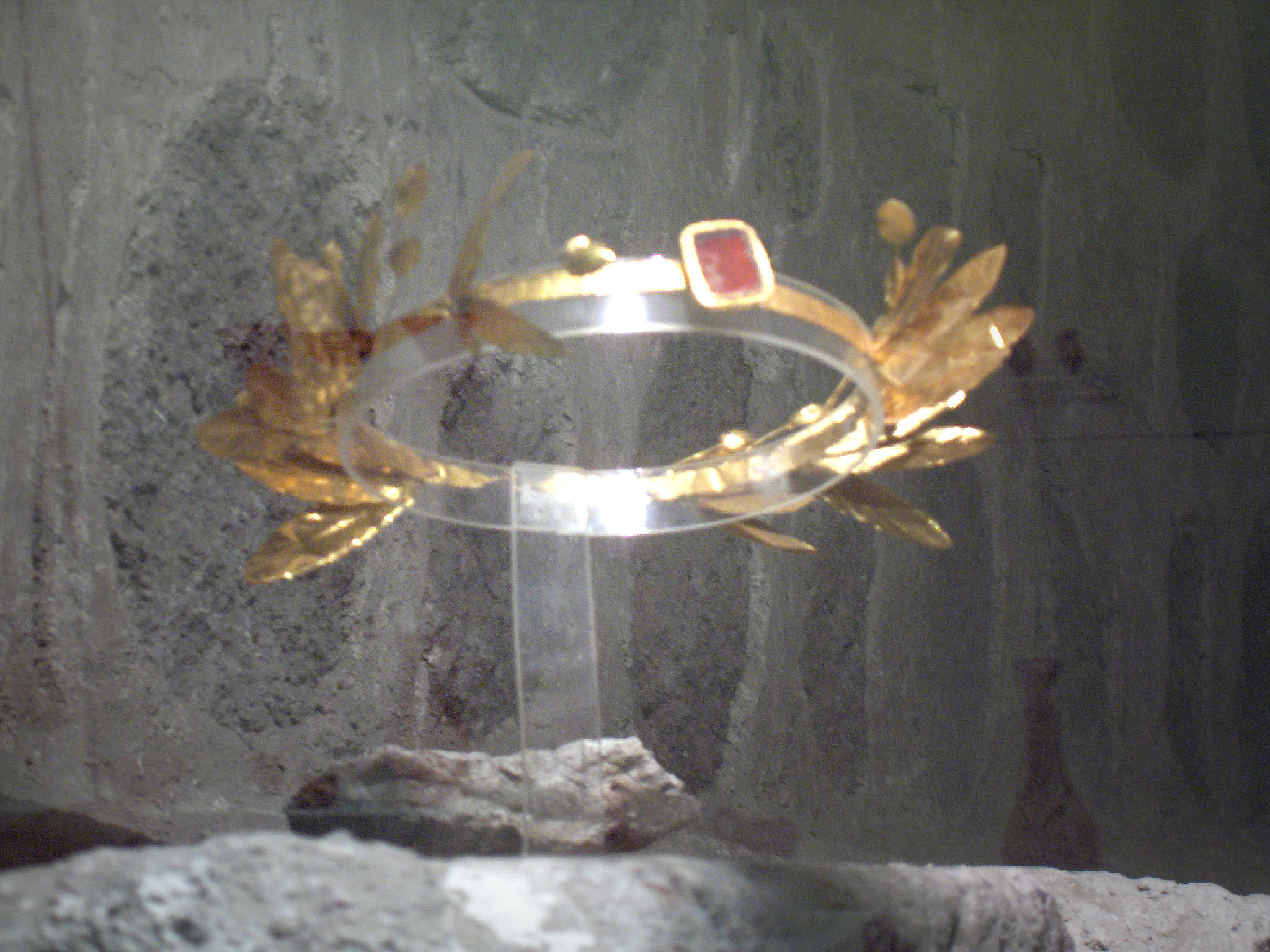
Змішана форма діадеми та вінка з Анатолії

У Римі діадема була знаком монархічного правління ще з часів римцських царів, тому в республіці до неї ставилися несхвально. З початком імперії та встановленням принципату Августом, римські імператори свідомо використовували різні типи вінків, наприклад, лавровий вінок, який також існував у позолочених варіантах. Оскільки вінки були міцно закріплені як у республіканській традиції Риму, так і в римській релігії, з ними можна було уникнути будь-якого символічного натяку на монарше представництво. Лише в пізній античності, після того, як була чітко встановлена імперія, було прийнято діадему, знак монархічного правління з елліністично-перської культурної традиції, як свій символ одноосібного правління. Ще більш сприяло переходу на діадему могло бути критичне ставлення Церкви до використання вінків. Спочатку діадема являла собою пов'язку, прикрашену перлами і дорогоцінним камінням, яку зав'язували на потилиці так, щоб там звисали маленькі стрічки (інфула). Особливим чином зазвичай підкреслювався центр чола. Пізніше вид кріплення змінився, інфульни тепер розміщували збоку.

### Імператорські корони імперії ромеїв
У період пізньої античності діадема перетворилася на суцільне кільце корони, стемму, особливо у Східній Римській імперії. Так звані пенділії, декоративні нитки перлів, металу або інших матеріалів, що звисають з обох боків корони. Особливо часто підкреслювалася середина чола окремою пластиною або конюшиноподібним або хрестоподібним кріпленням. Кільце все частіше виготовлялося з кількох пластин (пластинчаста корона), на яких тепер часто також були зображені емалі із зображеннями правителів чи святих.
Наприкінці Імперії ромеїв імператорська корона перетворилася на камилавки, капелюшок, прикрашений дорогоцінним камінням, перлами та прикрасами, з дармовисами, які також звисають збоку. Від цієї форми корони, яка не належала безпосередньо правителю імперії, зберігся лише один екземпляр Констанції Арагонської, але використовувалася при дворі Сицилії, який багато в чому наслідував візантійську традицію.

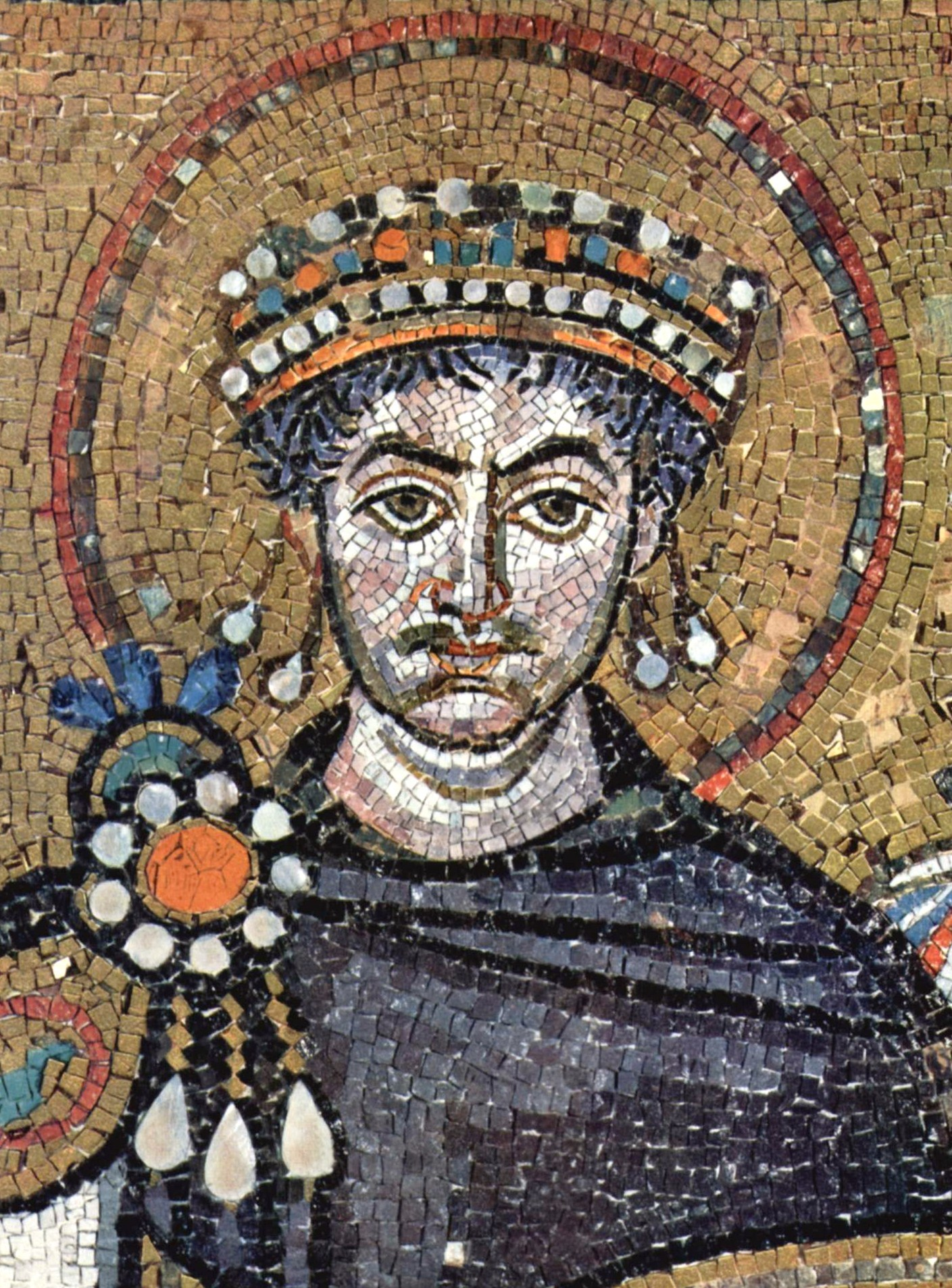
Імператор Юстиніан I зі стеммою
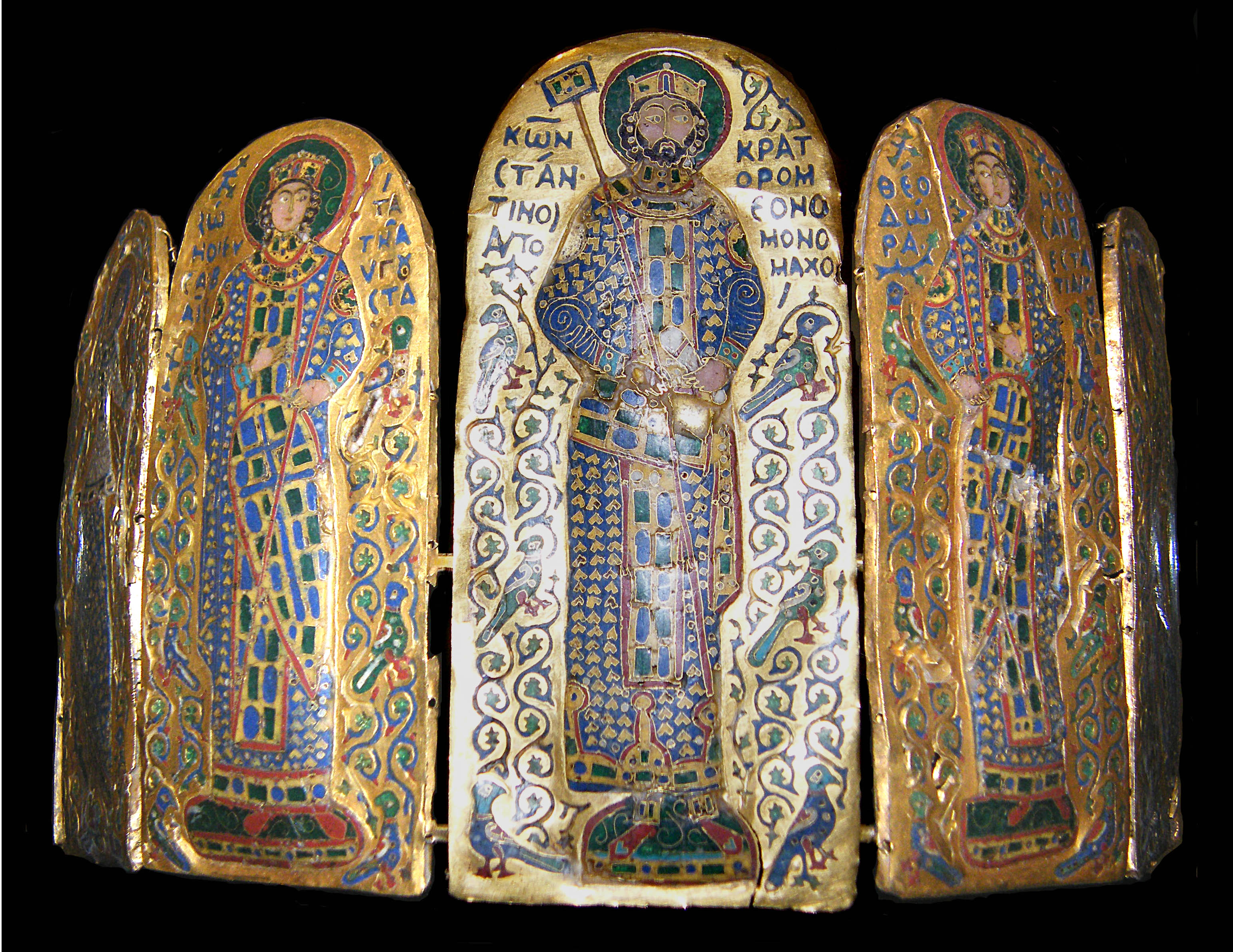
Пластинчаста корона імператора Костянтина IX Мономаха
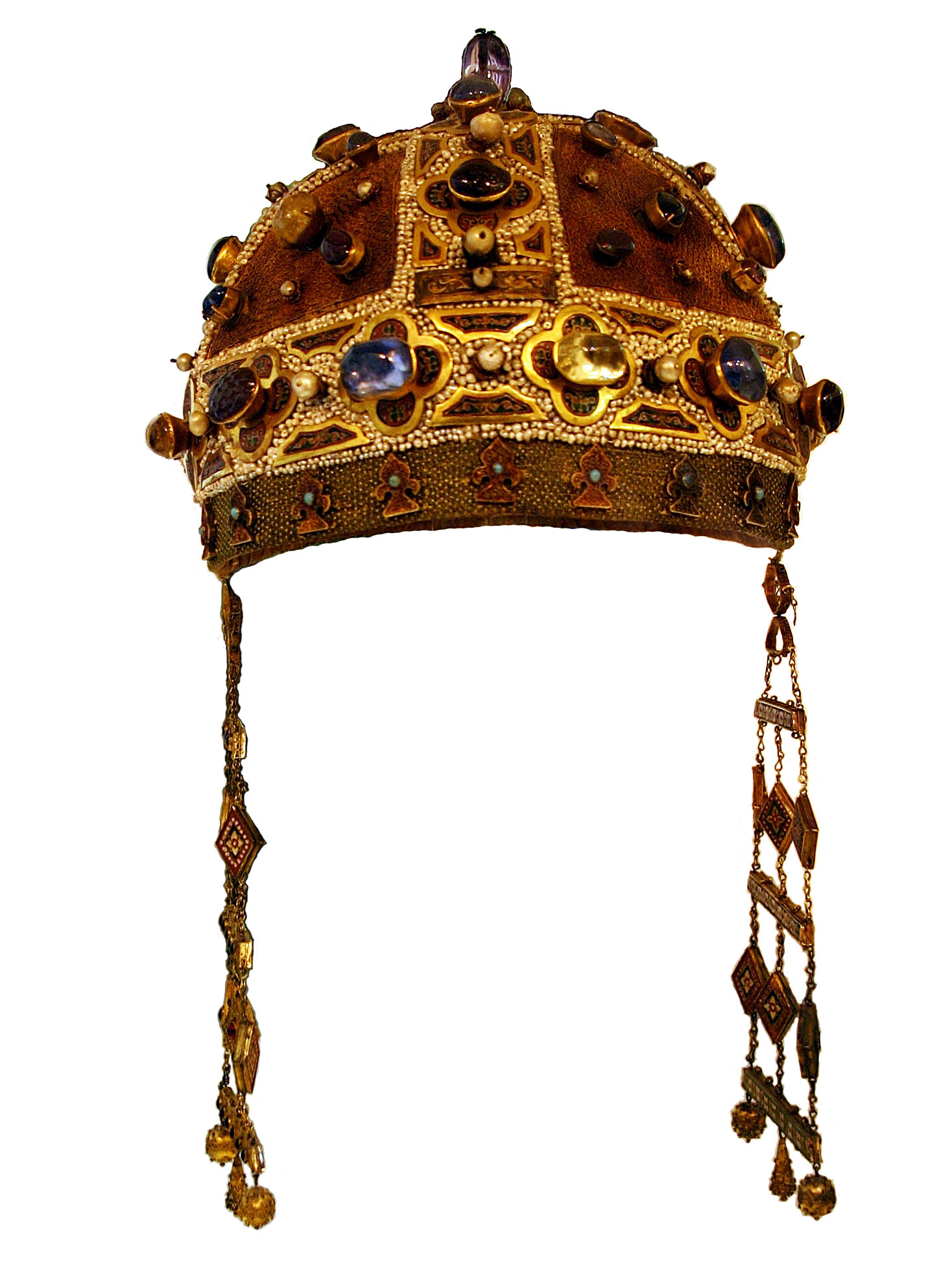
Візантійський Камелаукіон

### Митрові корони
У Священній Римській імперії дугоподібна корона, розроблена за часів Каролінгів, перетворилася на найвидатнішу форму імператорської корони з лише однією дугою, що тягнеться спереду назад. Оскільки правитель вважав правління та імператорську гідність даними Богом, імператор, як верховний правитель християнства, а також єпископи, призначені та підпорядковані йому (до спору про інвеституру), претендували на священну гідність та владу, що відображається у церемоніальній зоні, а також у символах влади. В імператорській короні це твердження стало зрозумілим завдяки тому, що те, що раніше було двома плоскими круглими обручами, було замінено високими обручами, щоб перевернути митру, старозавітний символ священства, у корону між рештою обручів. У кількох традиціях коронації спершу відбувалося вдягання папою митри, а потім покриття або увінчання імператорською короною.
Коли вперше митра була використана як символ духовної влади імператора, тісно пов'язана з першою існуючою короною цього типу, імператорською короною. Митра також знайшла свій шлях до імперської символіки найпізніше, коли вона виникла. Однак датування імператорської корони наразі спірне. У будь-якому випадку, корона демонструє теократичне розуміння правління, яке також є основою митри, на додаток до її подальшої структури, емалевих зображень царів Давида, Соломона та Єзекії з пророком Ісаєю та на престолі. Пантократор Христос представляє сакральне правління на чотирьох пластинах із зображеннями та вишуканому оздобленні з дорогоцінних каменів і поєднує його з небесним Єрусалимом. Оскільки митра імператорської корони була ще нещільно звернена або митра з імператорською короною була перекинута під час коронації, корона залишалася без митри до кінця часу. Лише після того, як імператорські корони стали поширеними серед Габсбургів, митри також збереглися на портретах, як геральдичний символ Римсько-Німецької імперії та, нарешті, разом із короною Рудольфа II як короною, яку можна побачити у Відні й сьогодні.
Корона-митра з дугою була не тільки символом Римо-Німецької імперії, вона також була прийнята як форма імператорської корони московських царів. Після створення Австрійської імперії, із прийняттям корони Рудольфа як австрійської імперської корони, митра стала символом новоствореної Австрійської імперії, яка проіснувала до 1918 року.

#### Корони зі вставною митрою

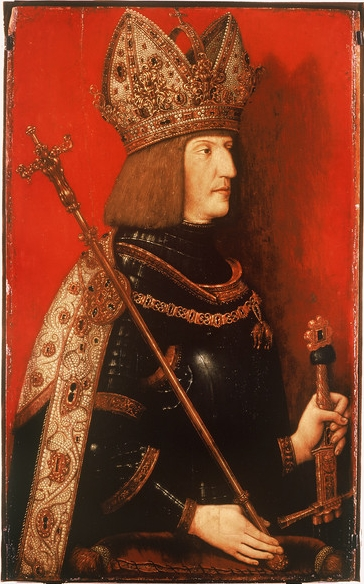
Імператор Максиміліан I з короною-митрою
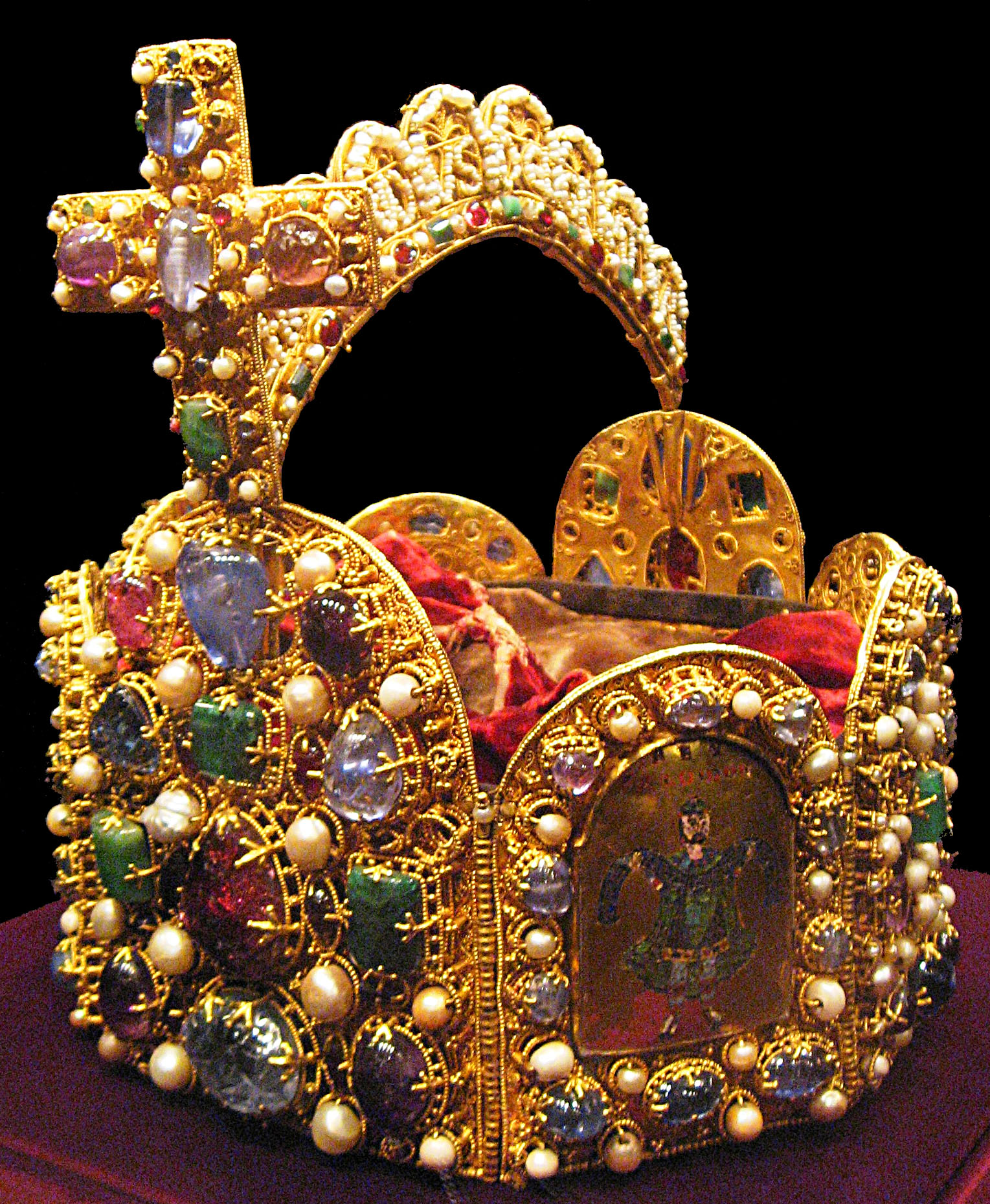
Імператорська корона Священної Римської імперії
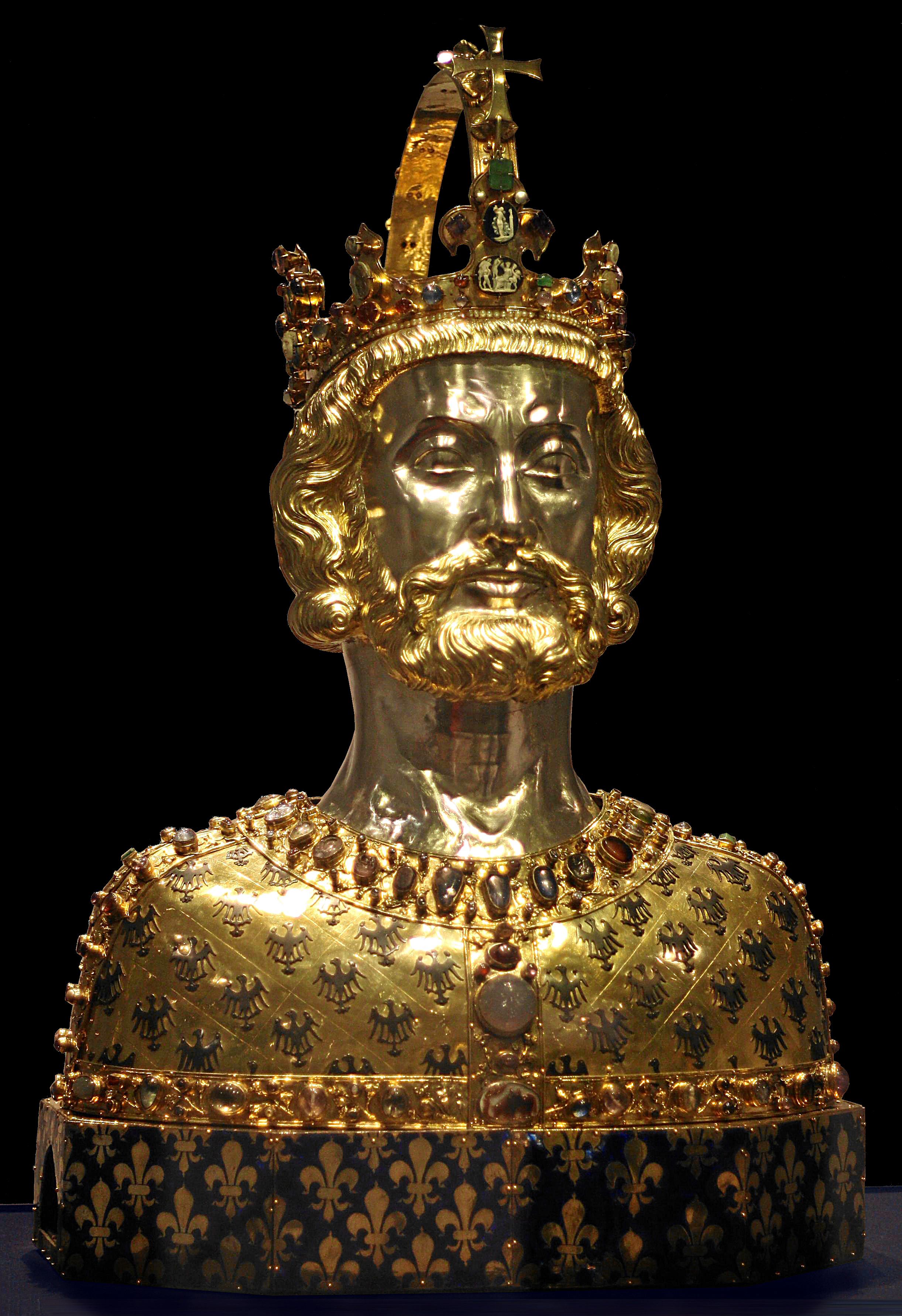
Імператорська корона на бюсті Карла Великого в Аахені
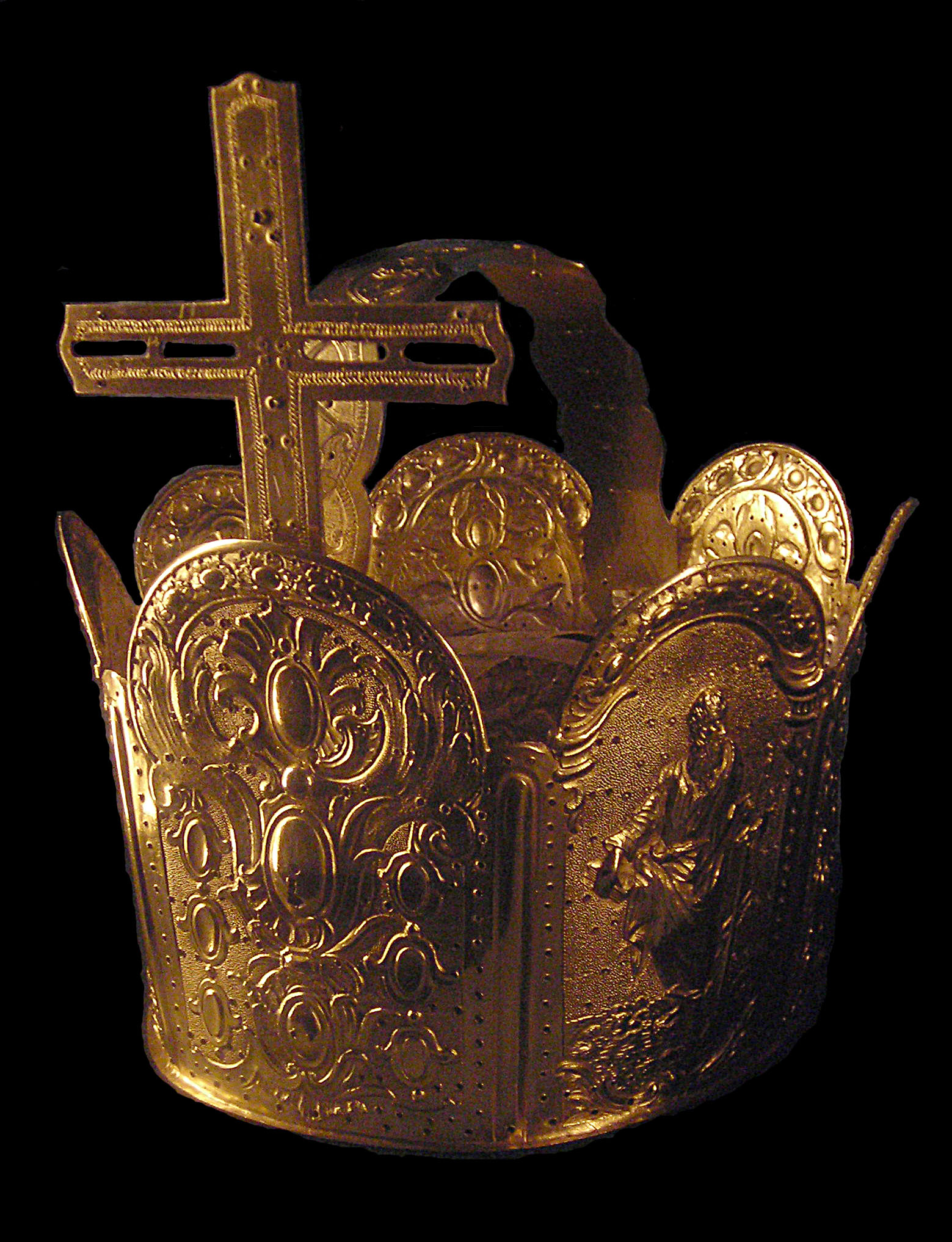
Велика корона імператорського дому Карла VII

#### Однодугові корони з нерухомою митрою

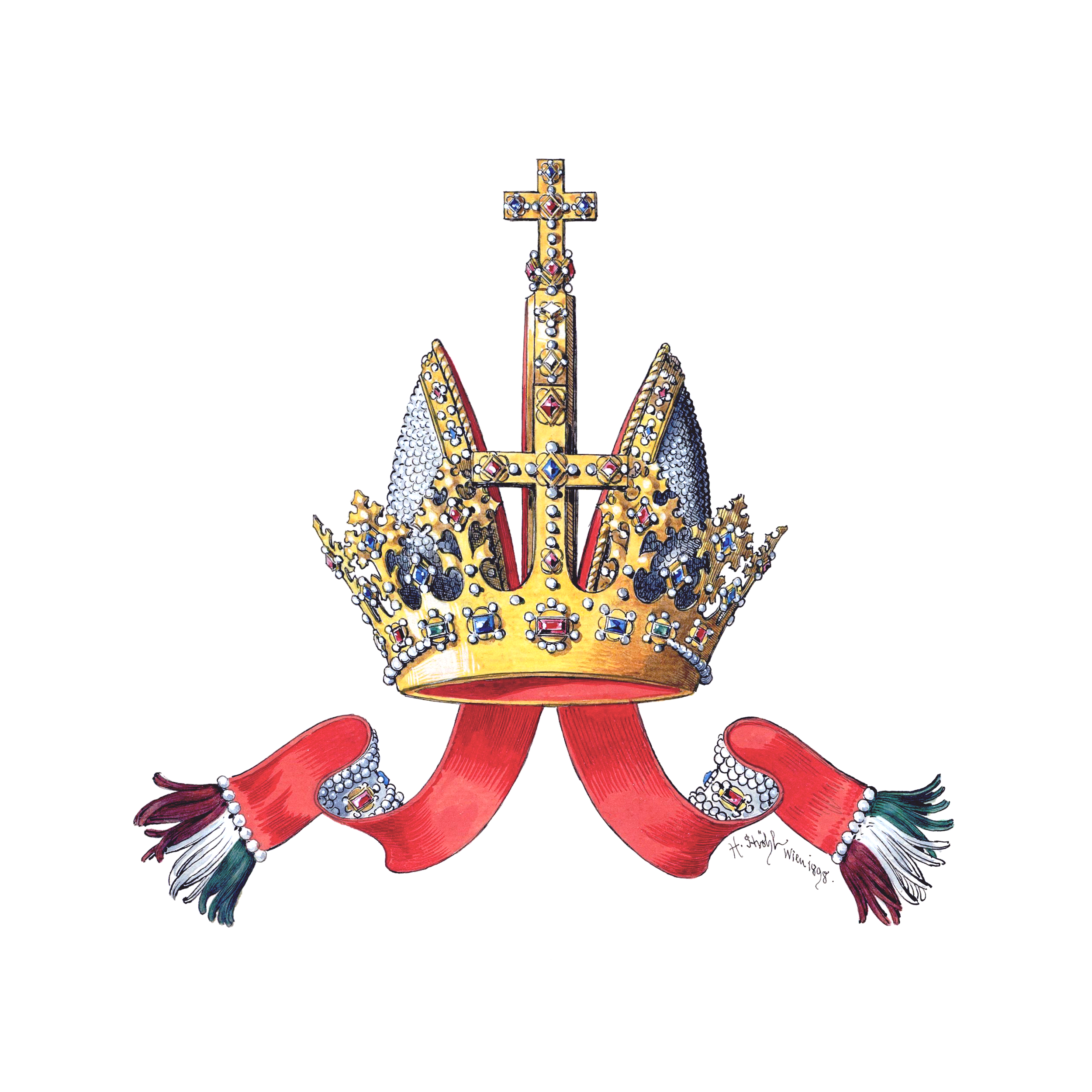
Домашня корона Фрідріха ІІІ згідно з надгробною плитою в соборі Святого Стефана у Відні
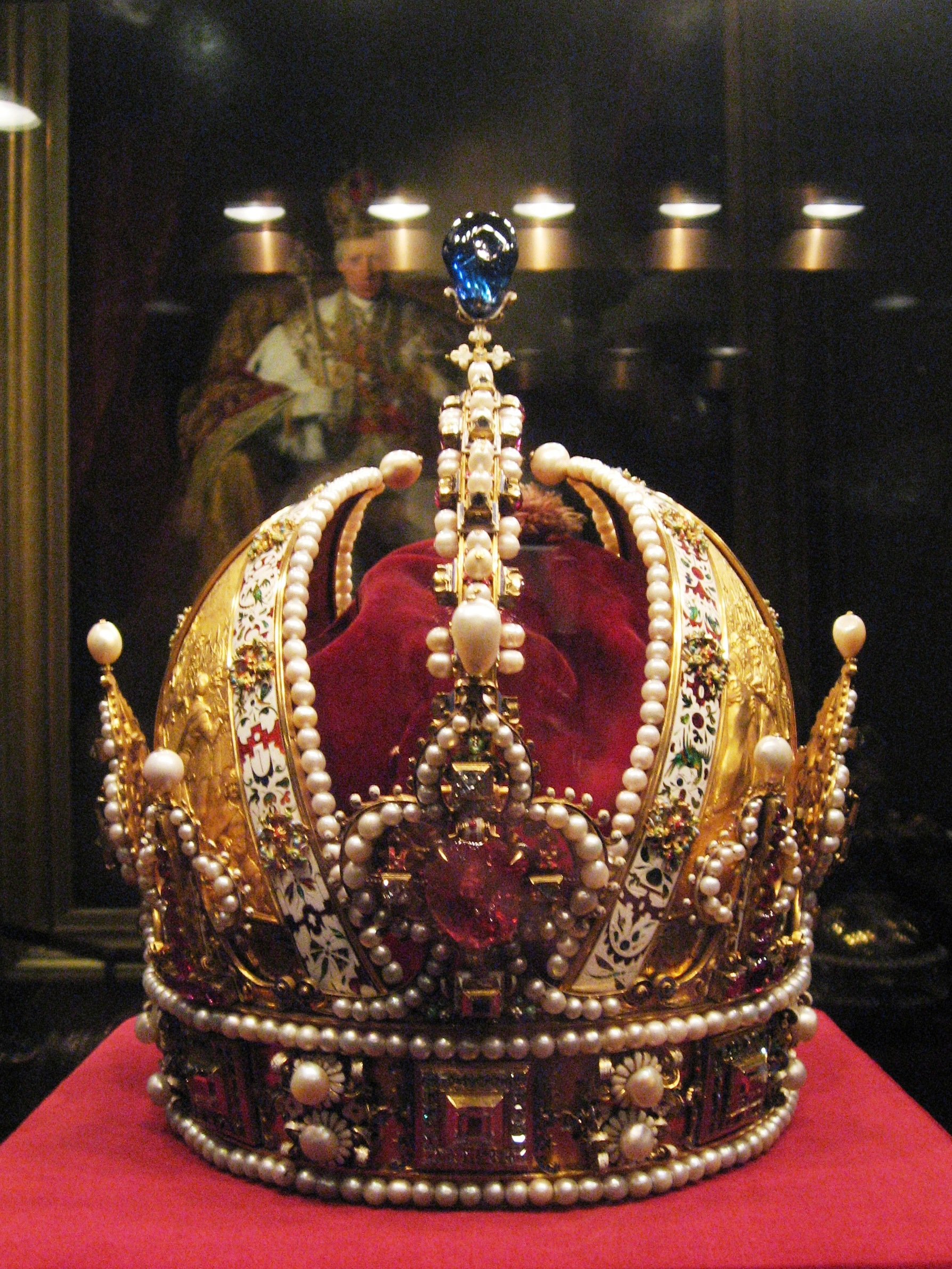
Корона імператора Рудольфа II, пізніше Австрійська імператорська корона
Російська царська корона
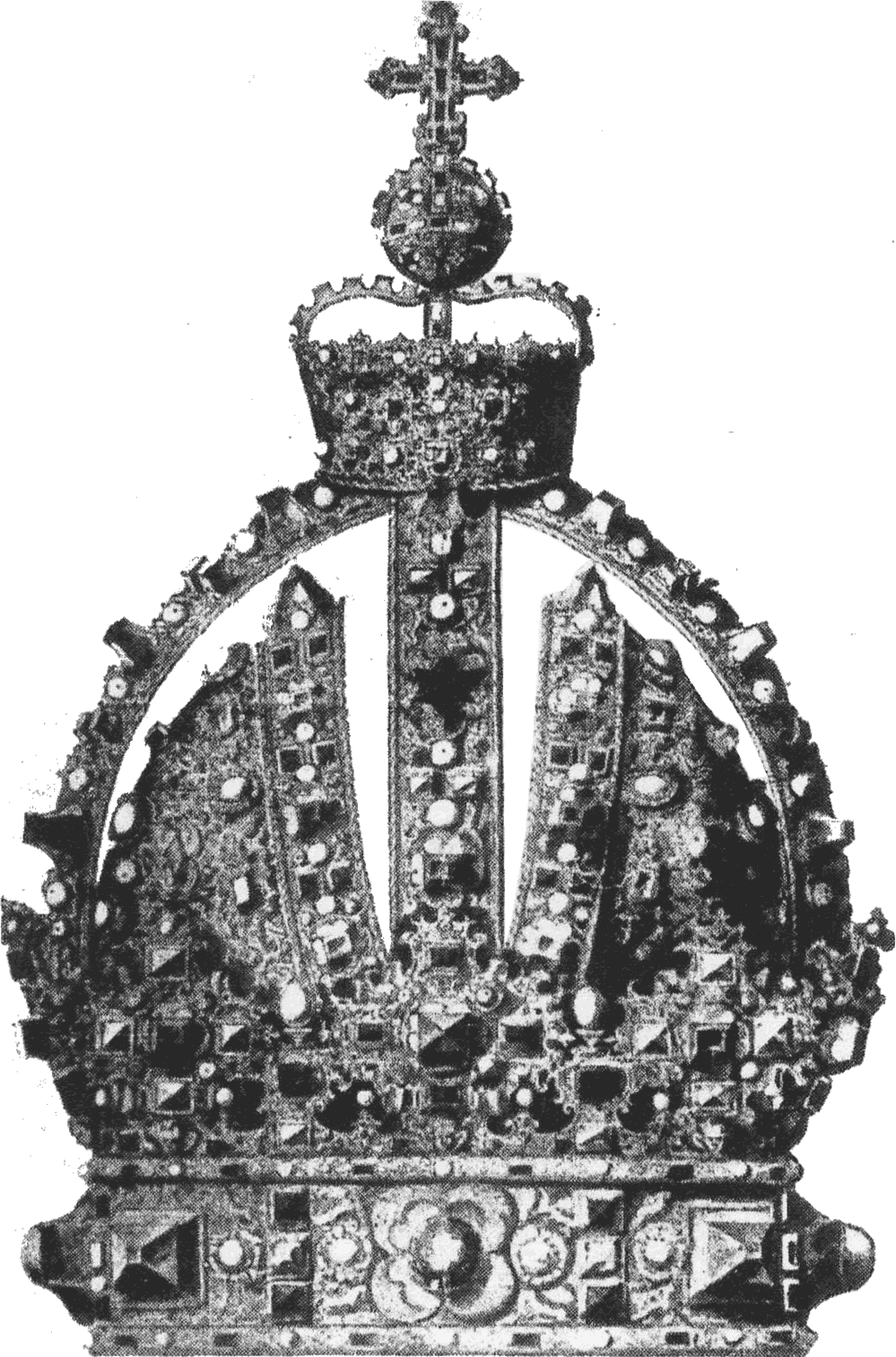
Нереалізований проект митрової корони для Крістіана IV Данського

### Високі дугові корони

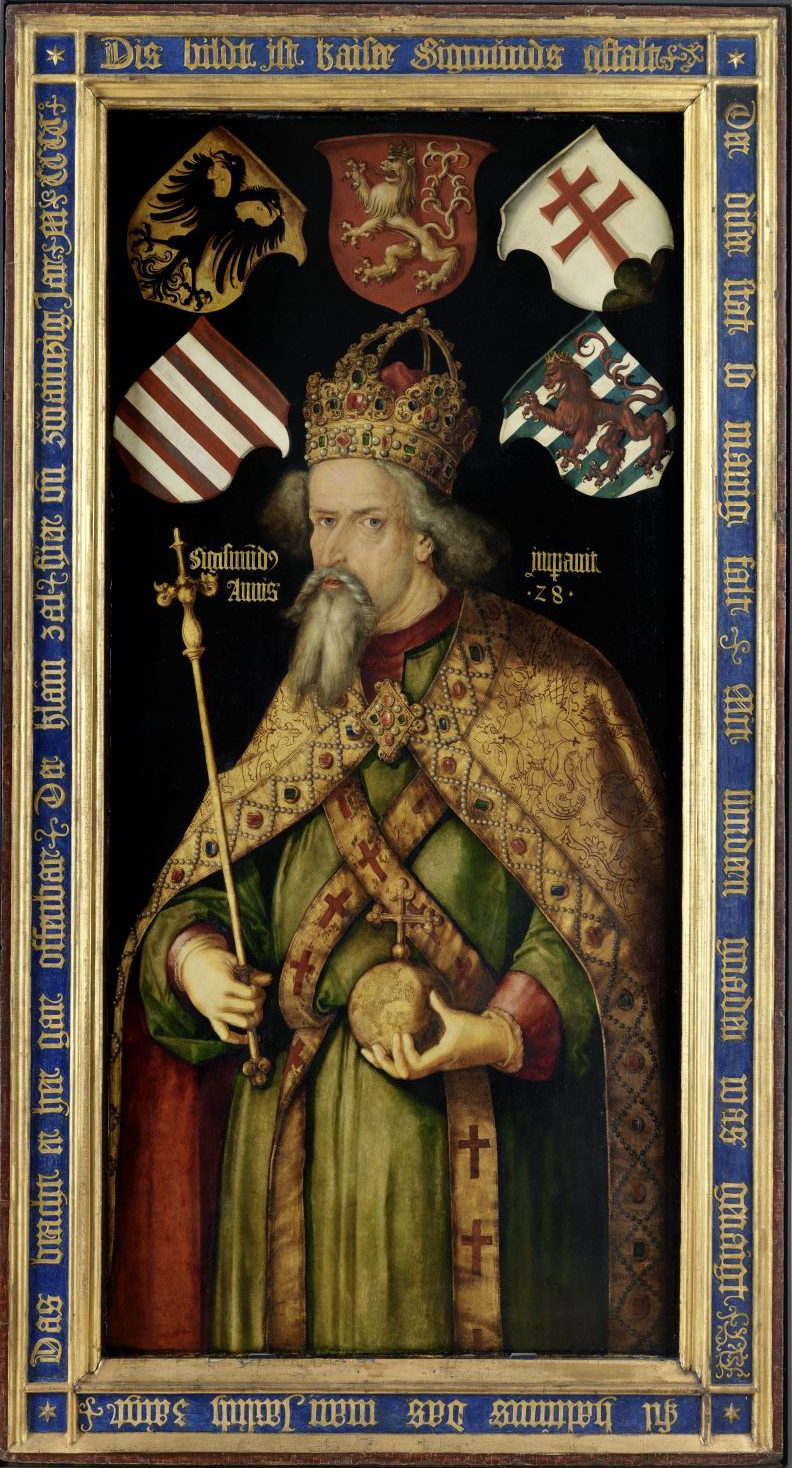
Корона з високими дугами на портреті імператора Сигізмунда Дюрера

Крім корони-митри, розвинулась також паралельна форма з дугами, де чотири великі дуги виступають із кільця лілій, звичайних у королівських коронах, і у верхній частині закінчується кулею. Іноді, наприклад, у надгробному пам'ятнику імператора Максиміліана I в Хофкірхе в Інсбруку, також можна зустріти гібридну форму, яка об'єднує обидва типи, щоб утворити митру з чотирма високими дугами.

### Пруссько-німецькі імператорські корони
Вже в Х столітті на території, що згодом стала Німецькою імперією, була створена перша імператорська корона. Із 1424 року вона знаходилася в Нюрнберзі, а під час наполеонівських війн (в 1800 році) вона потрапила у Віденську скарбницю, де після розпаду Священної Римської імперії німецької нації й залишилася. Із заснуванням Німецької імперії в 1871 році постало питання про їх символічне представлення. Протягом ХІХ століття імператорська корона стала символом Великонімецької імперії поряд з іншими імперськими клейнодами, що відображено в потокі національних зображень і творів із зображенням імператорської корони. Для нової малонімецької монархії під керівництвом Пруссії не могло бути й мови про отримання імперської корони. З одного боку, імператорська корона перебувала у володінні Габсбургів з часів наполеонівських війн і тому була недоступна для нової імперії; з іншого боку, вона була вираженням католицької віри через свою теологічну програму та релікварій і тому не підходила для нової протестантської імперії. З тих самих причин було виключено використання простої геральдичної митрової корони. У Німеччині його також можна трактувати як символ католицької імперії або імперії під керівництвом Австрії.
Саме тому була розроблена окрема імператорська корона, яка за формою була заснована на імператорській короні, але також свідомо відрізнялася від неї. Безперервна дуга перетворилася на чотири напівдуги — можливо, на основі високої корони дуги — які сходилися в неоготичному стилі та несли кулю в цій точці перетину. Теологічну програму картинних пластин було замінено зображенням геральдичного символу, імператорського орла з окремих діамантів. Теологічна програма в гемах також була ліквідована. Діаманти на плитах дорогоцінних каменів тепер утворюють лише один великий хрест, оточений чотирма маленькими хрестами. На основі цієї форми також були розроблені окремі форми для імператриці та імператорського наслідного принца. Однак вони не були виконані як справжні корони до кінця монархії в 1918 році. Тимчасові дерев'яні моделі корон можна було побачити в палаці Монбіжу в Берліні, поки вони не зникли під час Другої світової війни.

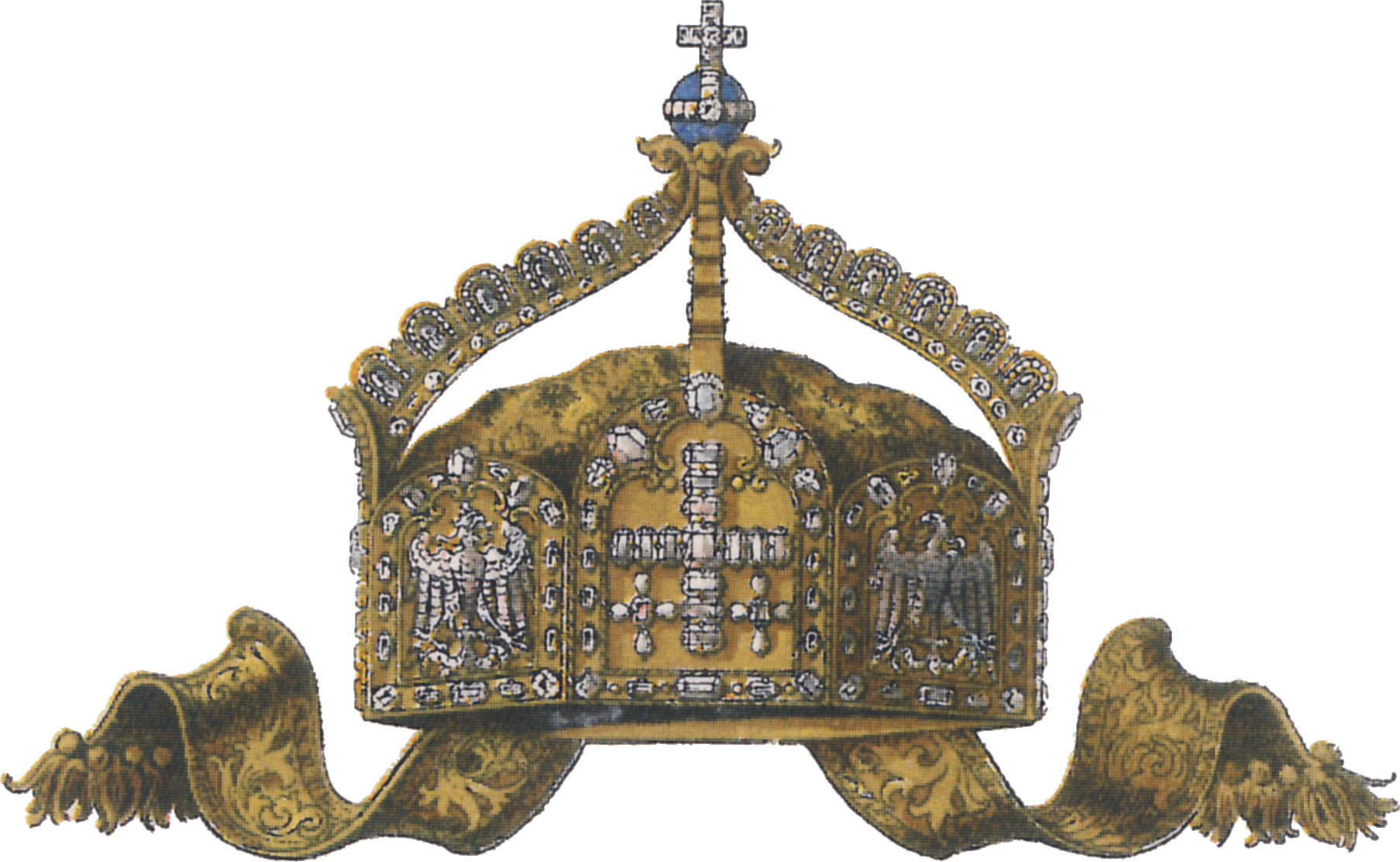
Імператорська корона німецького імператора, модифікована версія 1889 року (геральдичне зображення)
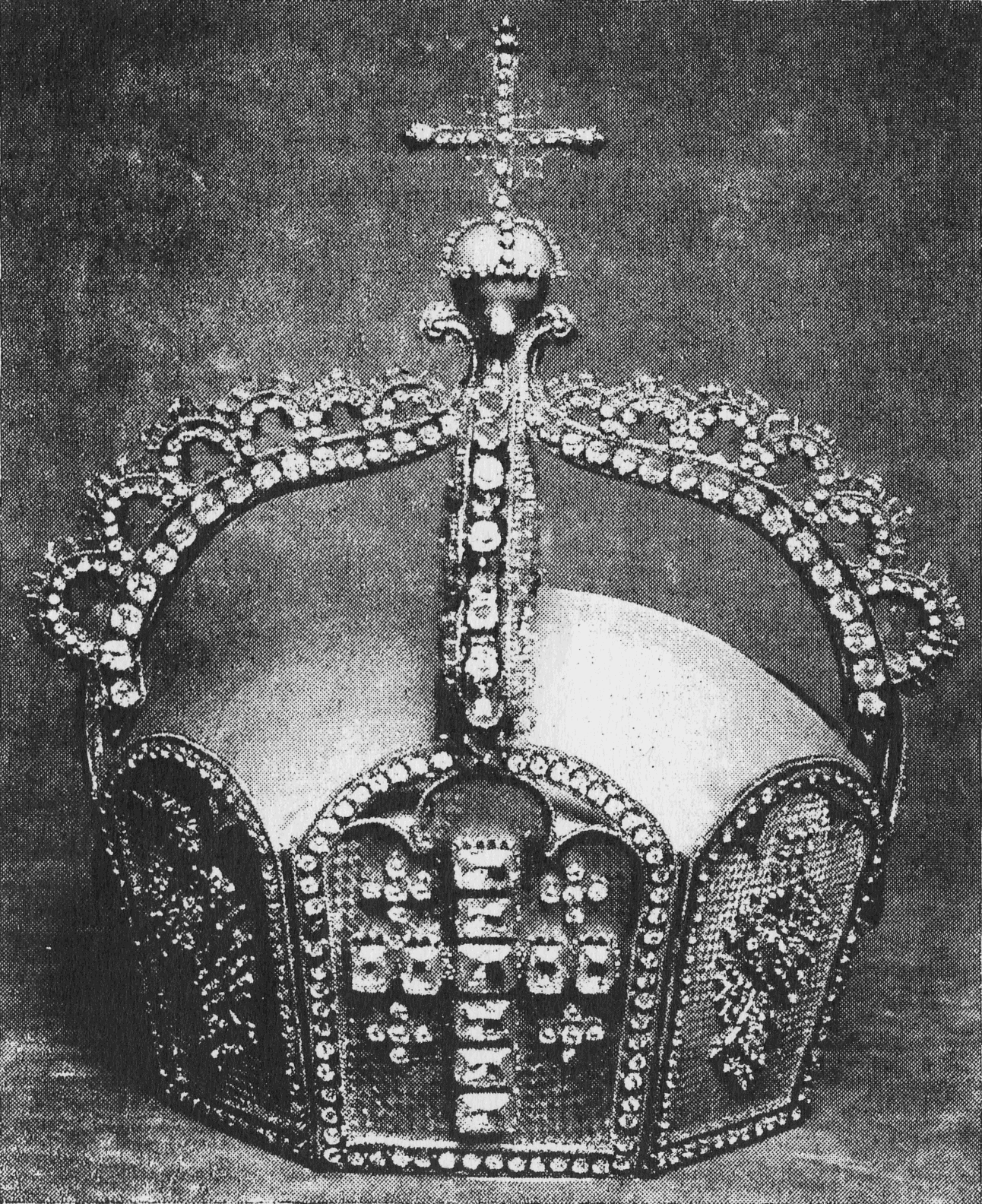
Імператорська корона німецького імператора, версія 1872 року (Дерев'яна модель)
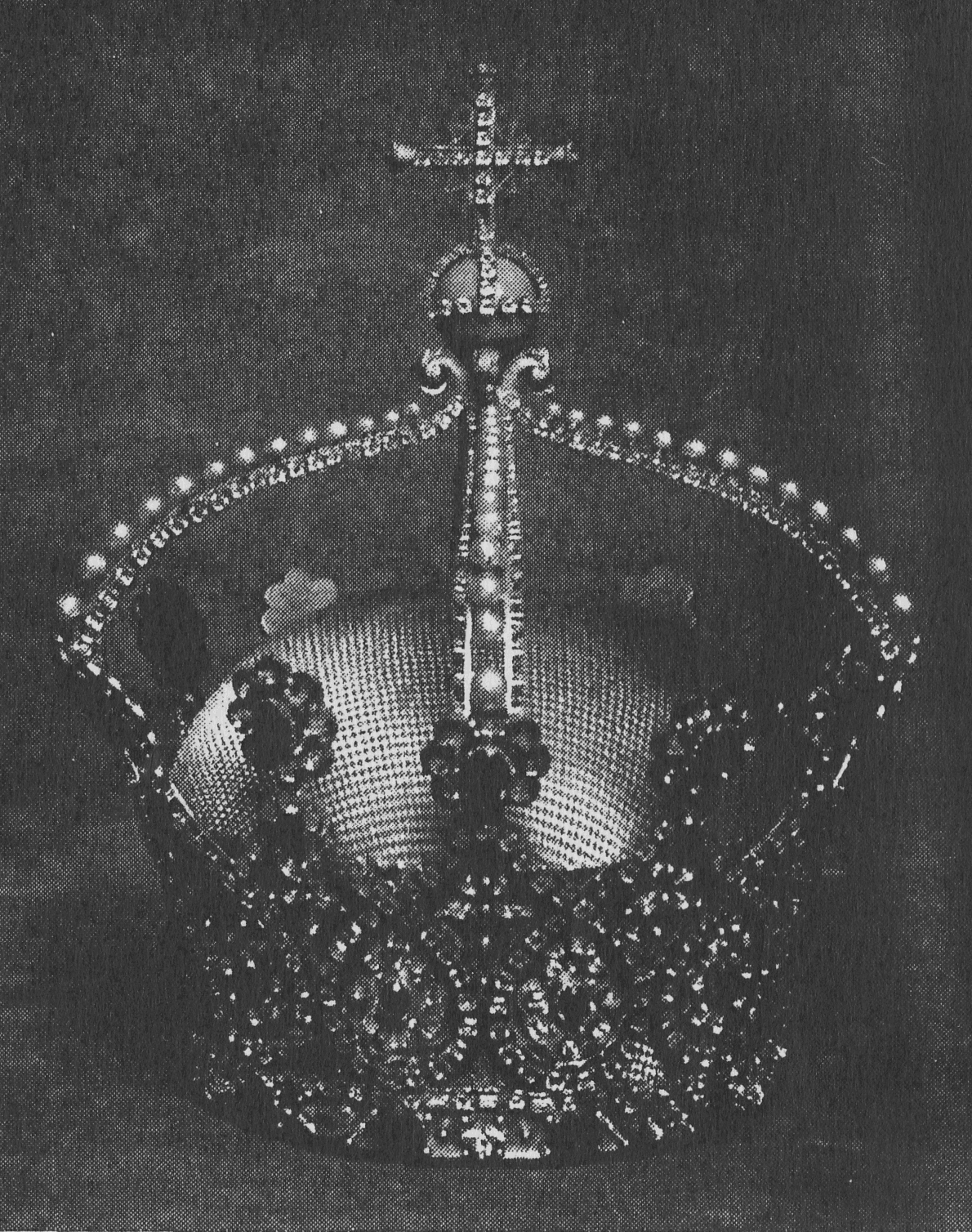
Імператорська корона німецької імператриці (Дерев'яна модель)
Імператорська корона пруссько-німецького кронпринца (геральдичне зображення)

### Наполеонівські імператорські корони
Наполеон I посилався як на Стародавню Римську імперію, так і, зокрема, на імперію Карла Великого, спадкоємцем якої він хотів поставити себе за допомогою свого представлення правління.
Для коронації в 1804 році була виготовлена дуже своєрідна корона, яку він назвав «короною Карла Великого». Вона складається з кільця корони з ковпаком та восьмома високими дужками, які прикрашені античними коштовностями. Однак в останній момент Наполеон передумав і натомість увінчався золотим лавровим вінком, який носили давньоримські імператори. Обидва твори все ще можна побачити в паризькому Луврі. У геральдичному зображенні та пізніше в період Другої Французької імперії розвинувся особливий тип наполеонівської корони, в якій вісім напівбантів замінено орлами з піднятими крилами. Зразок такої наполеонівської імператорської корони з короною імператриці Євгенії зберігся донині.

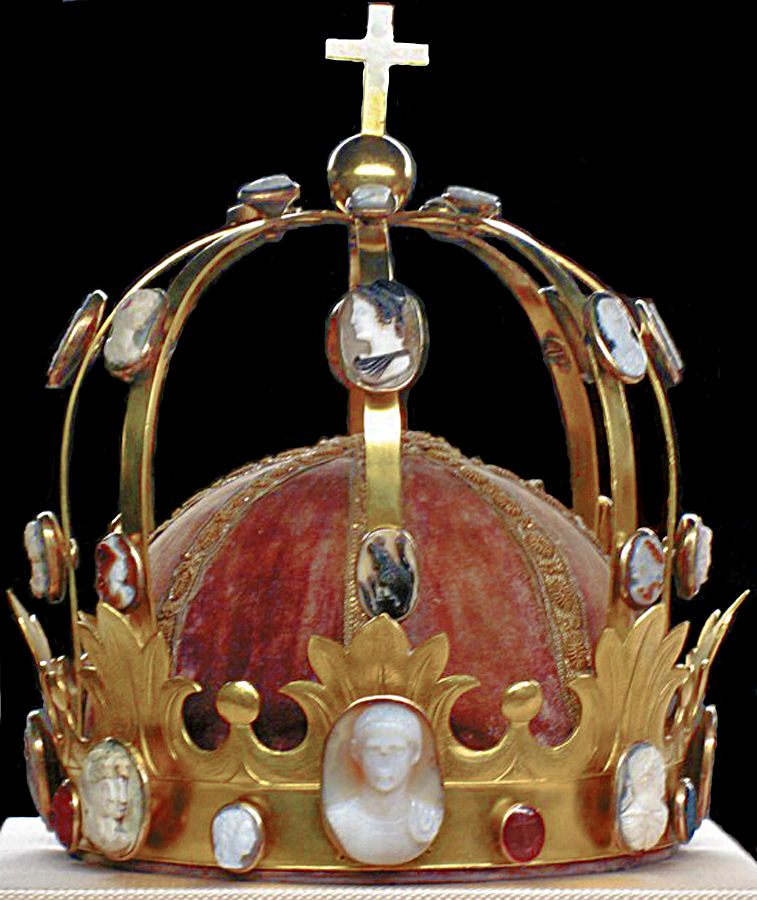
Імператорська корона Наполеона Бонапарта, «Корона Карла Великого»
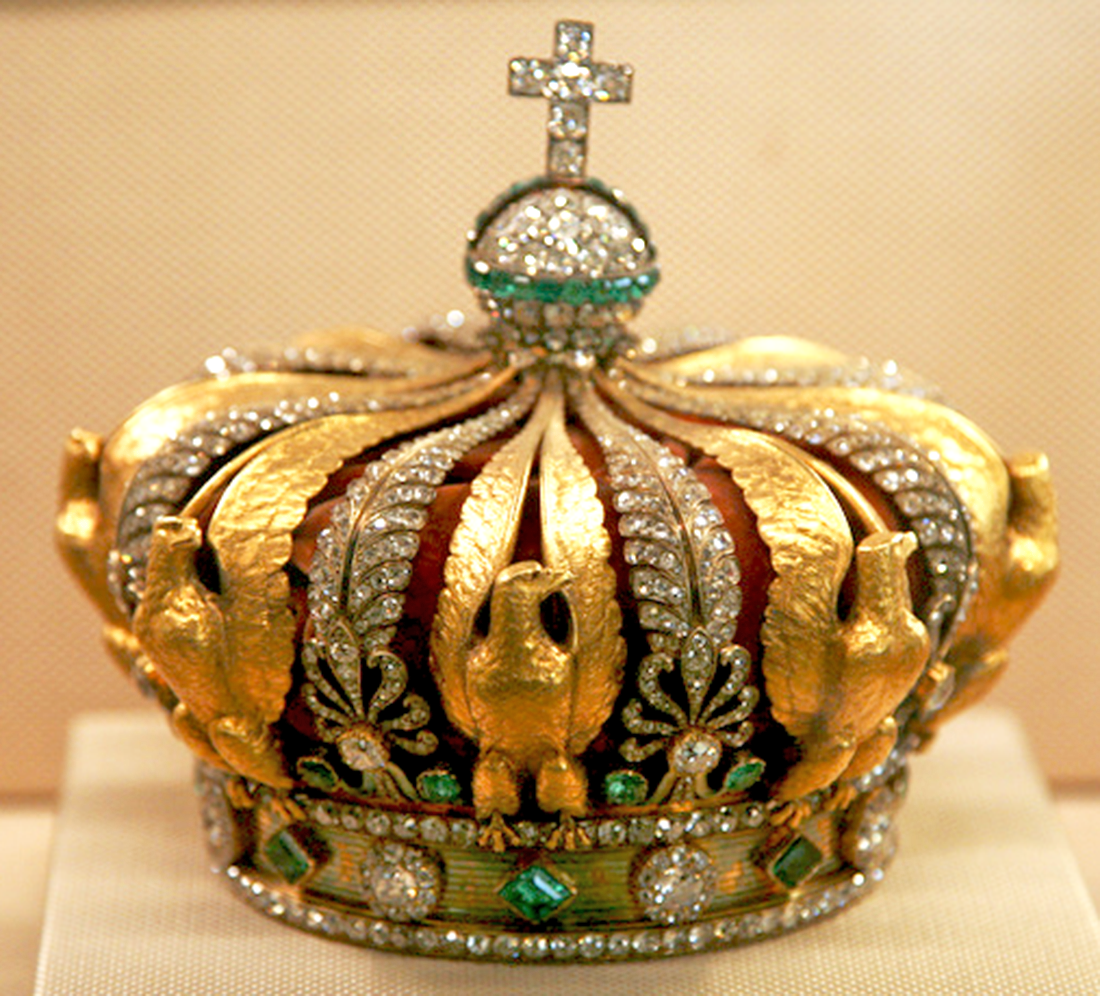
Корона французької імператриці Євгенії
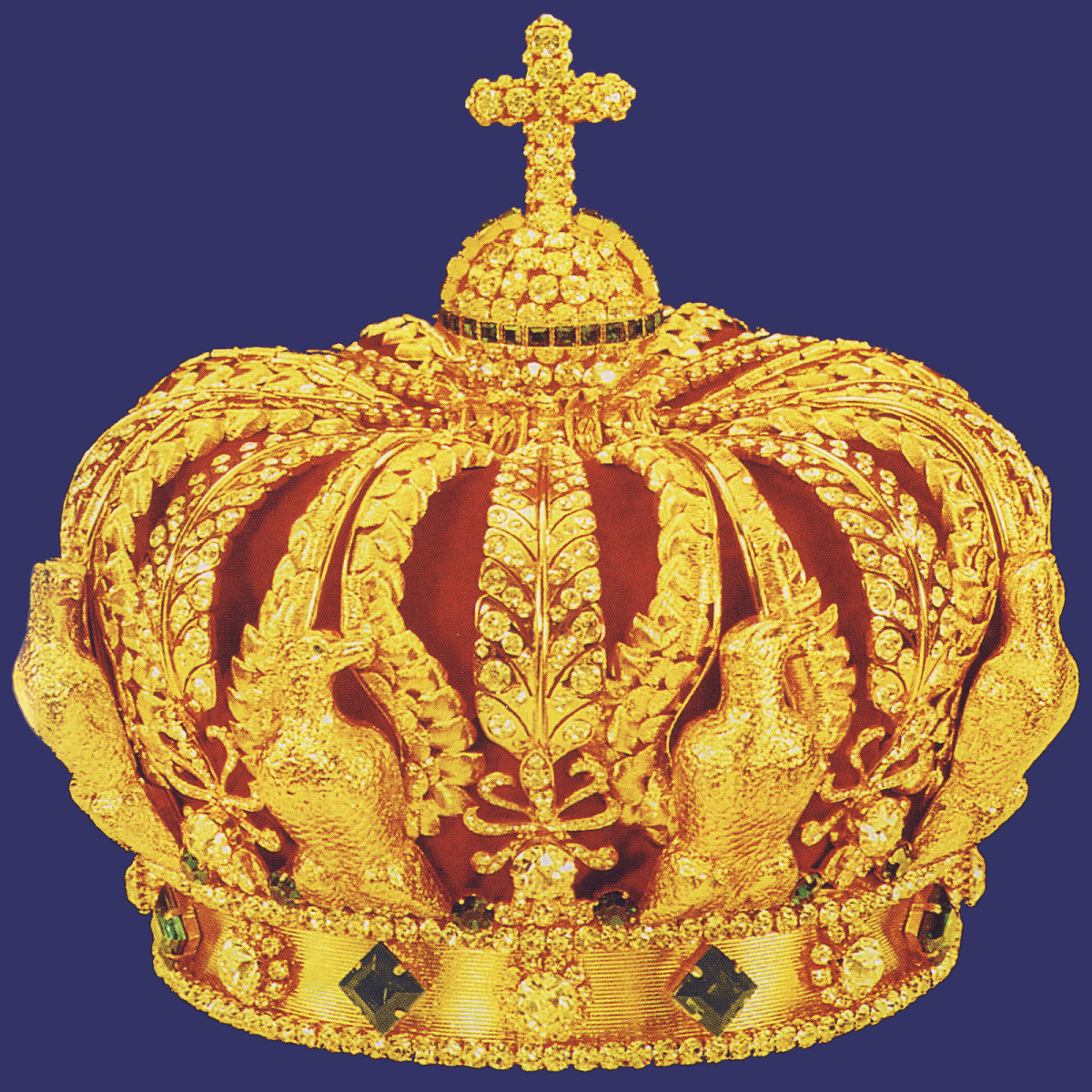
Імператорська корона Наполеона III (переплавлена у 1871 р.), копія з колекції корон і знаків Абелера, Вупперталь.
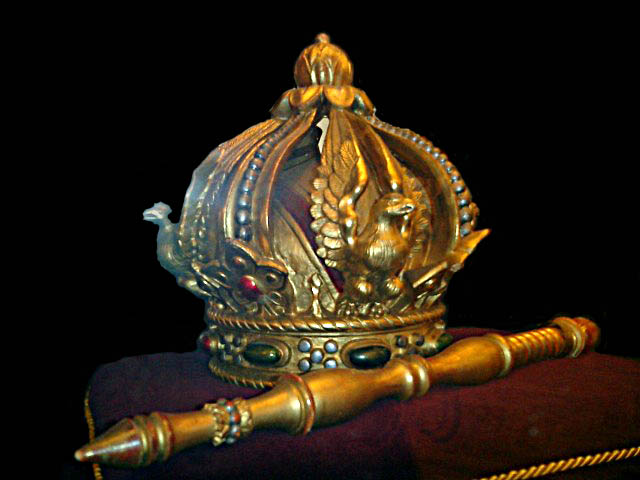
Корона імператора Мексики

### Імператорські корони на основі європейської королівської корони
Після того, як європейська королівська корона перетворилася на корону з вісьмома дужками, комбінація високих дужок, пов'язаних із імператорами, та європейської королівської корони була створена в Бразилії з короною Педро II.
Імператорська корона також була виготовлена для короля Великої Британії Георга V через британське панування над Індією, коли в 1911 році він був єдиним британським монархом, який відвідав велике зібрання князів та імператорську шану в Індії, Делі Дурбар. Оскільки англійські коронні коштовності не можна вивезти з країни, цю корону виготовляли спеціально. Оскільки англійські королівські корони зазвичай мають лише чотири півдуги, число, що представляє імператорський титул, було збільшено до восьми, які, як це було типово для попередніх імператорських корон з високими дугами, не круглі, а досить круто спрямовані вгору. Сьогодні її можна побачити в Лондонському Тауері з коштовностями англійської корони, але з конституційних причин він не є його частиною.
Останньою відомою імператорською короною є корона імператора Центральноафриканської імперії Жана-Беделя Бокасси, яка була зроблена в 1977 році.
Під час правління імператора Гаїті Фаусті Сулуке також була виготовлена корона, яка до 2007 року виставлялася в Національному музеї Гаїті Пантеон і з тих пір зберігалася за кордоном через заворушення на Гаїті.

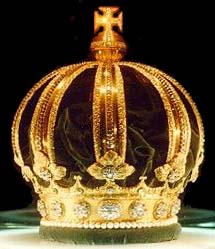
Корона Бразильської імперії
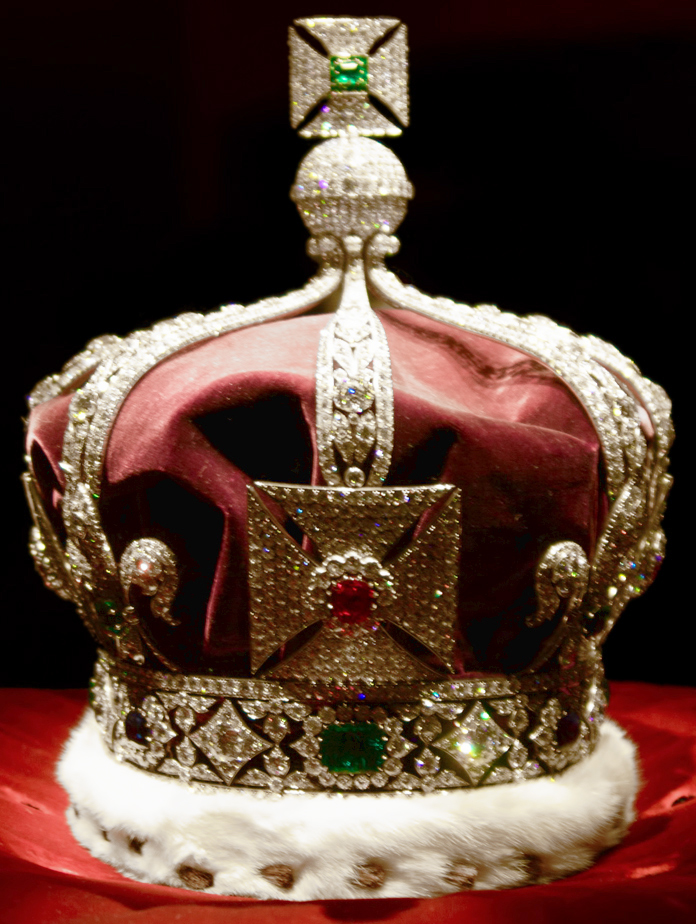
Імперська корона Індії: Імперська корона колишньої британської колонії Індії

### Імператорські корони за іншими традиціями
Корони неєвропейських правителів, яких у Європі прирівнюють до імператорів, дотримуються своїх традицій.
У Персії капелюшні корони були поширені серед шахів. Таку корону продовжували виготовляти і в ХХ столітті: корона Пехлеві в Персії, капелюшна корона в класичному стилі перських правителів, як старша корона перської династії Каджарів.
Ісламські правителі, такі як падишах Османської імперії, зазвичай носили багато прикрашені тюрбани з розкішними коштовними застібками та нитками перлів і дорогоцінного каміння під час урочистих подій, але ця форма головного убору не мала символічного значення корони в західному розумінні.
Китайські імператори носили головний убір, дуже не схожий на корону, але виконував ту саму функцію, званий кунь-мінь. Це був щільно прилягаючий ковпак із закріпленою на ньому прямокутною дошкою. На кінцях цієї дошки над чолом і потилицею імператора звисало кілька ниток намистин. Востаннє цей головний убір використовувався імператорами епохи Мін.
Японці тенно взагалі не носили (і не носять) корон.

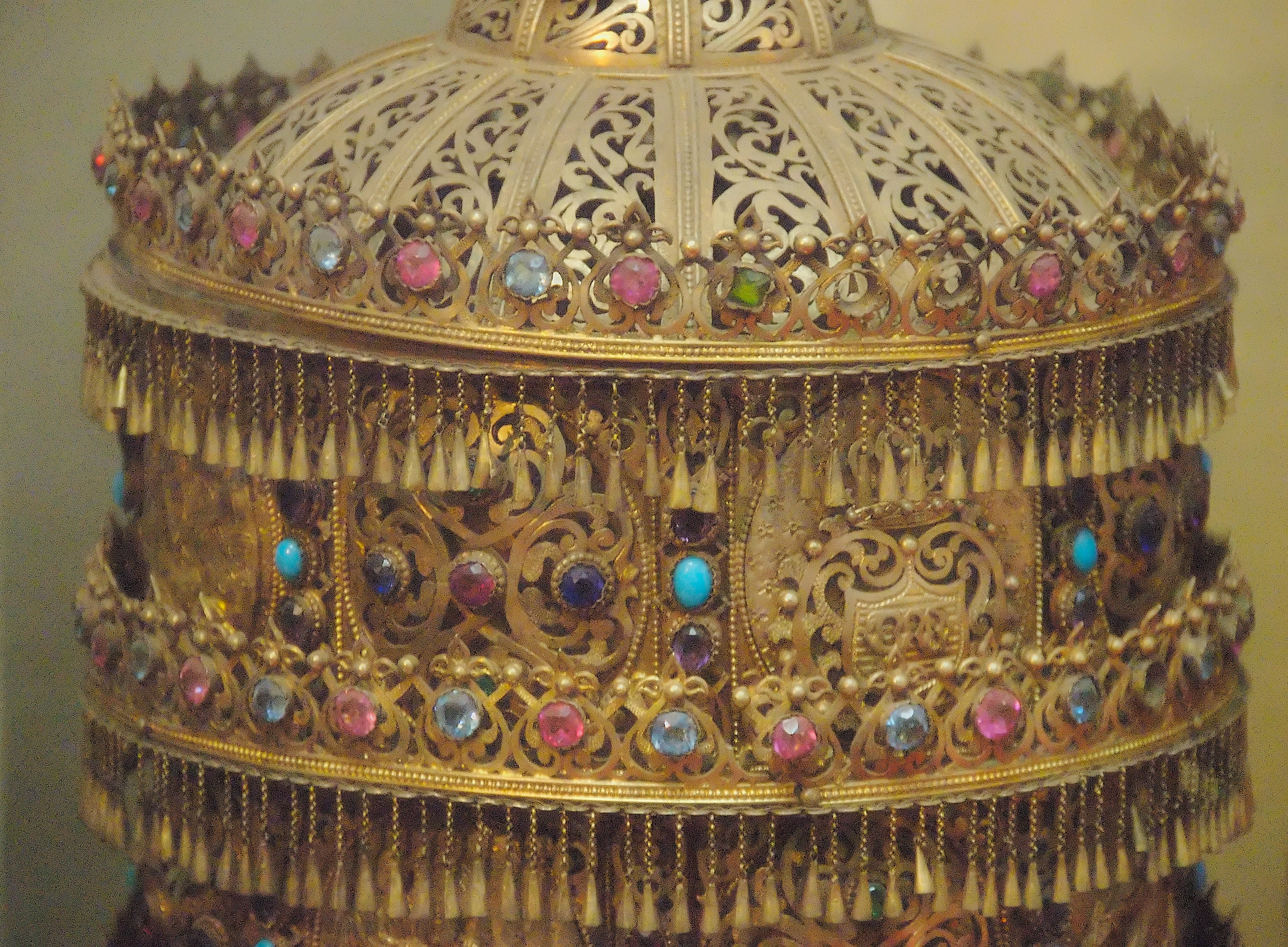
Ефіопська імператорська корона
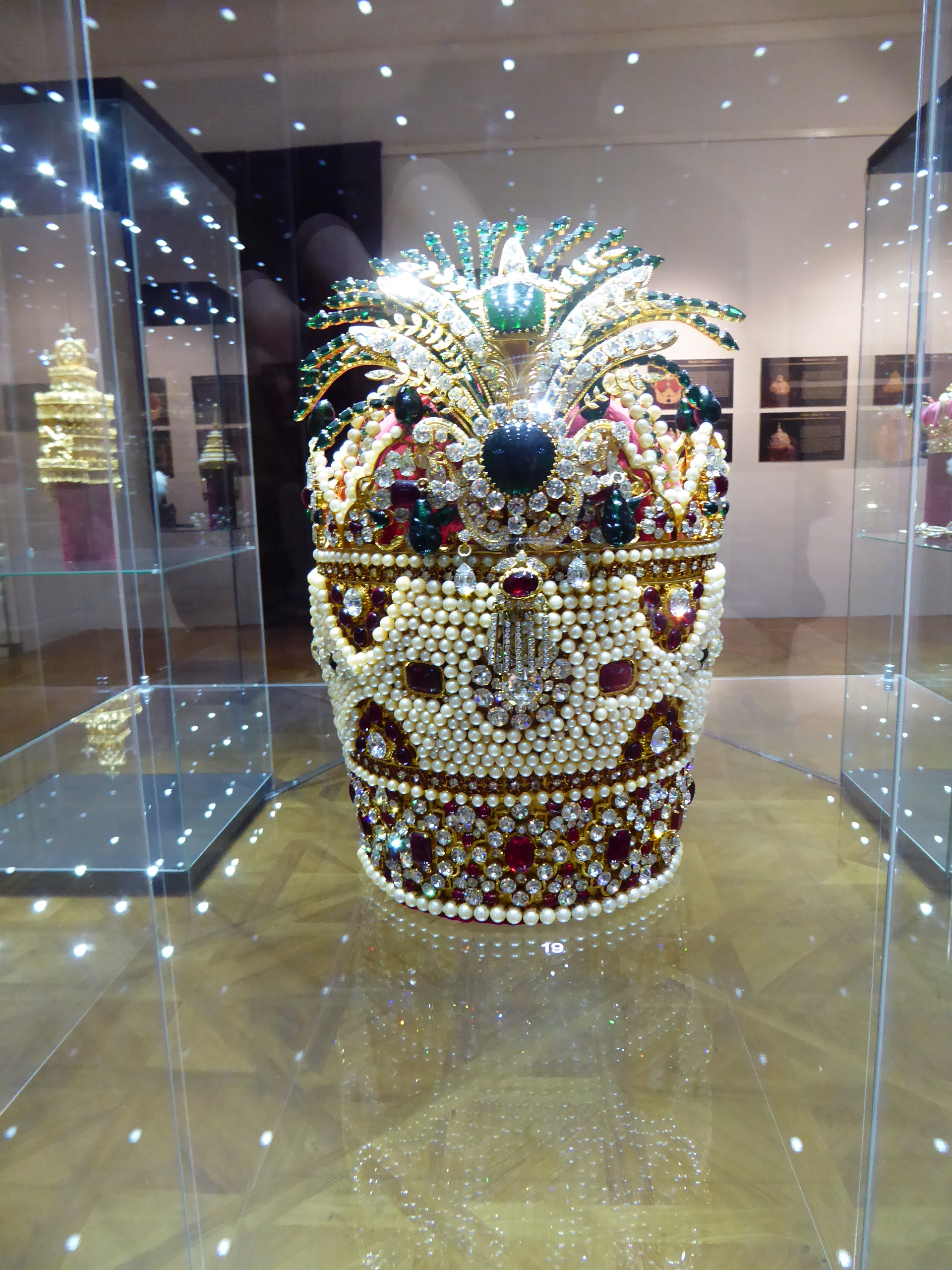
Корона шаха Персії, династія Кіані
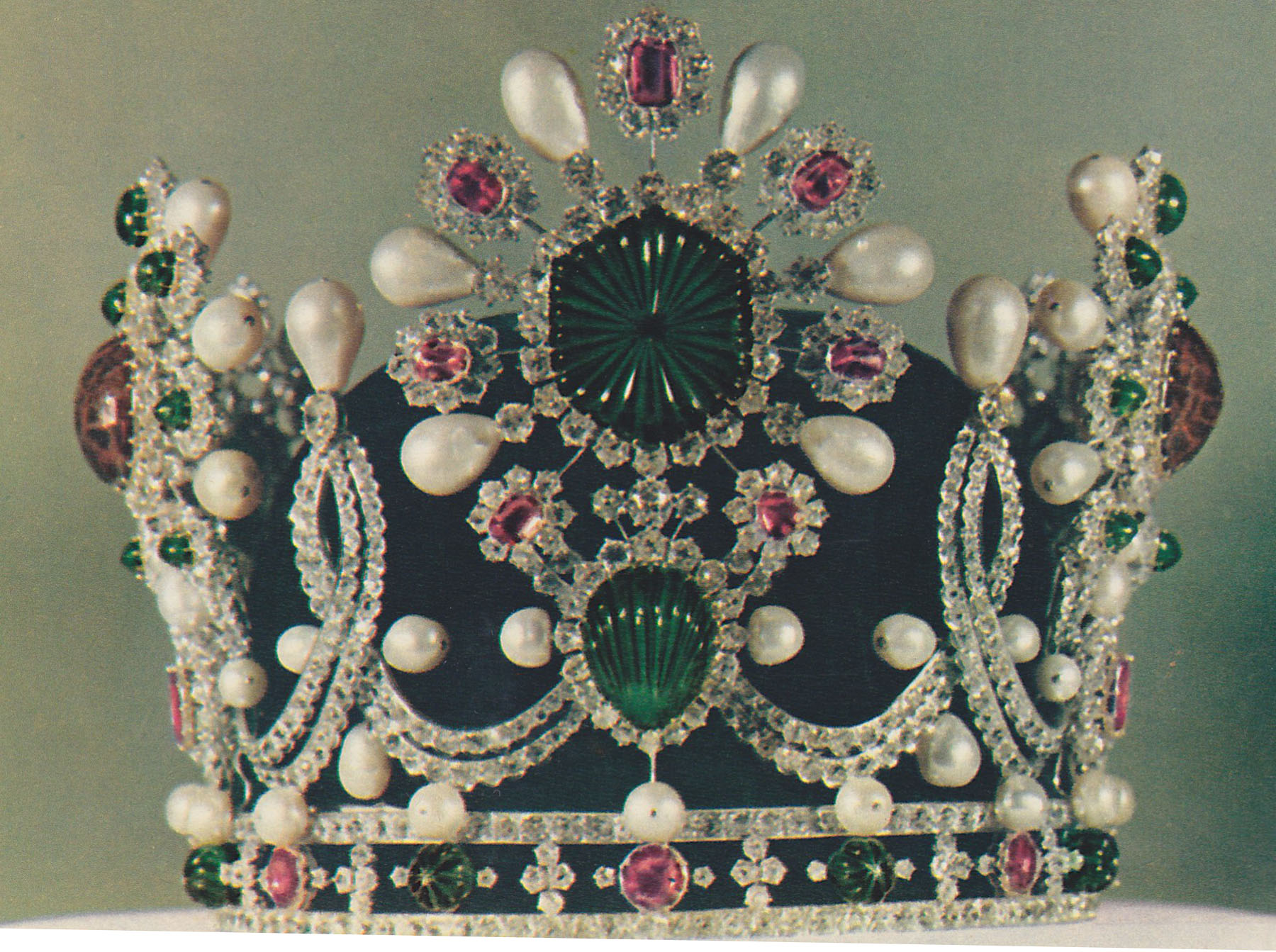
Корона дружини шаха Персії
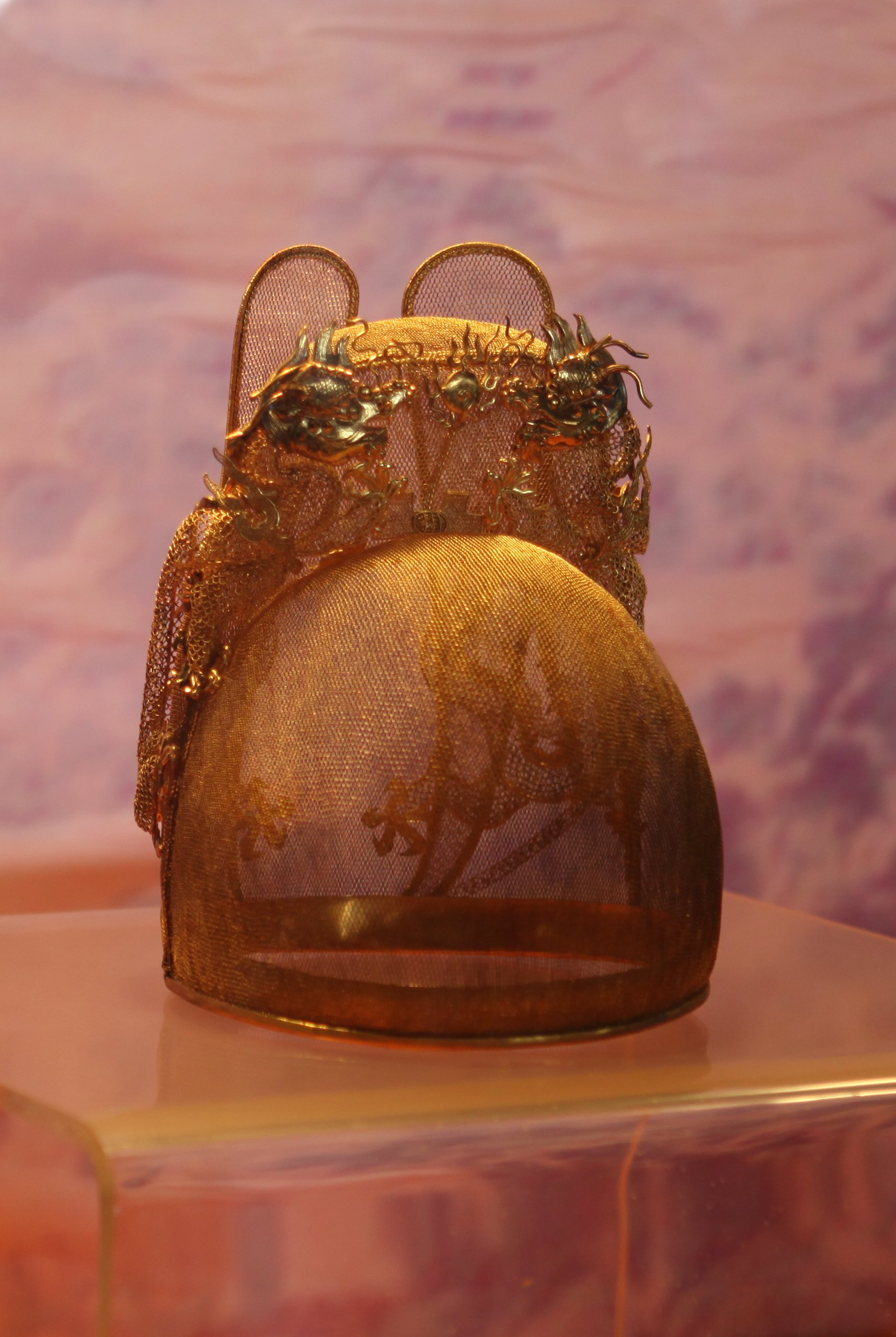
Китайський імператор
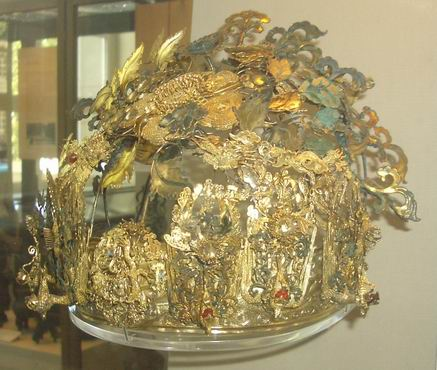
Китайська імператриця
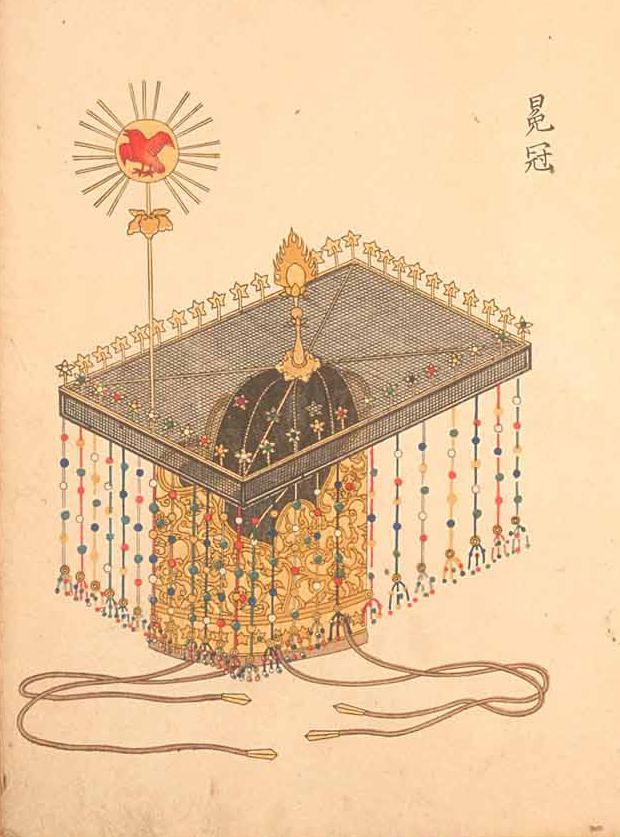
Корона японця Тенно періоду Едо